# Molinete de ancla

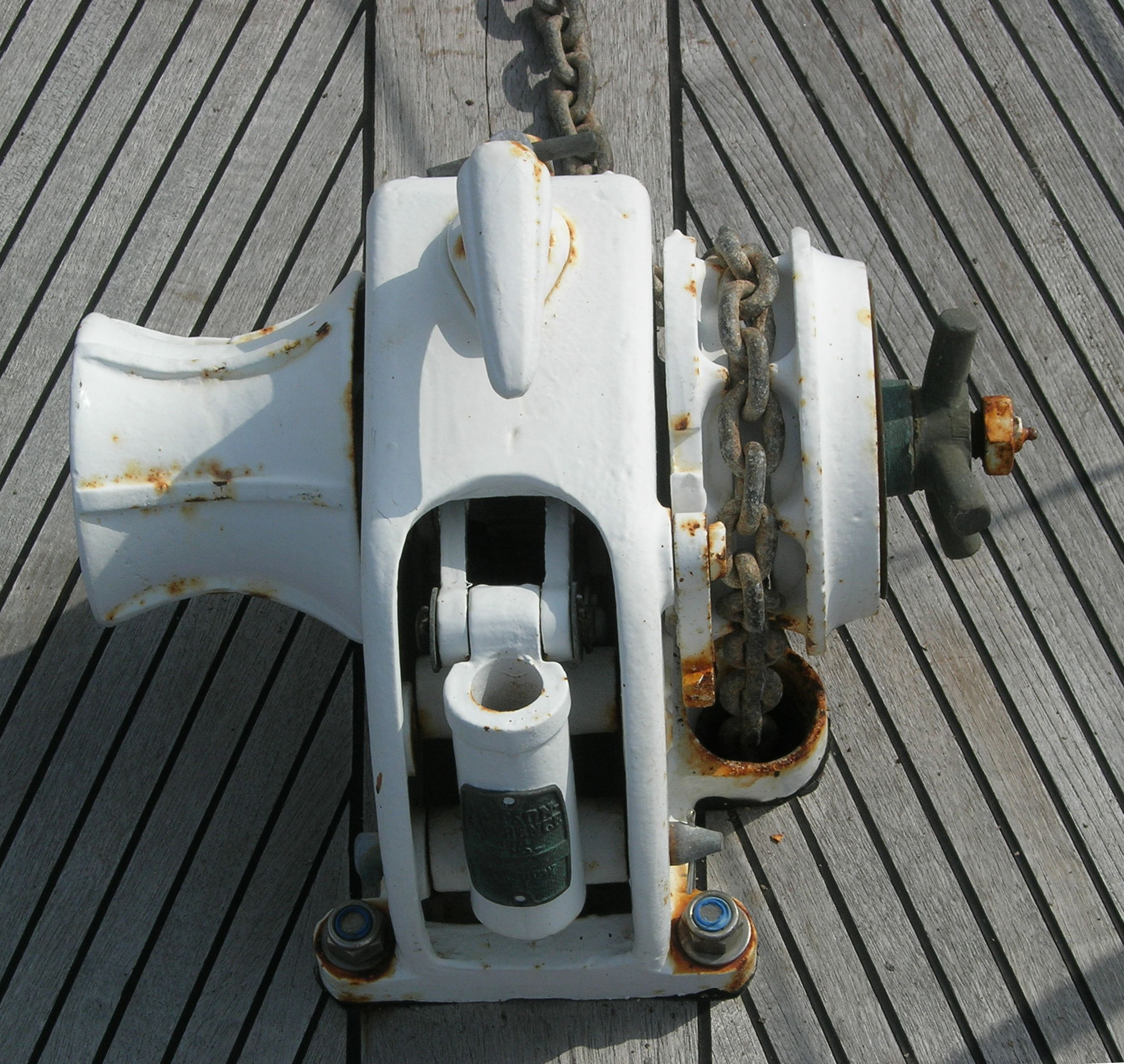
Molinillo de ancla de un barco

El molinete de ancla o molinillo de ancla es un cabrestante de eje horizontal utilizado en los barcos para izar el ancla.

## Descripción

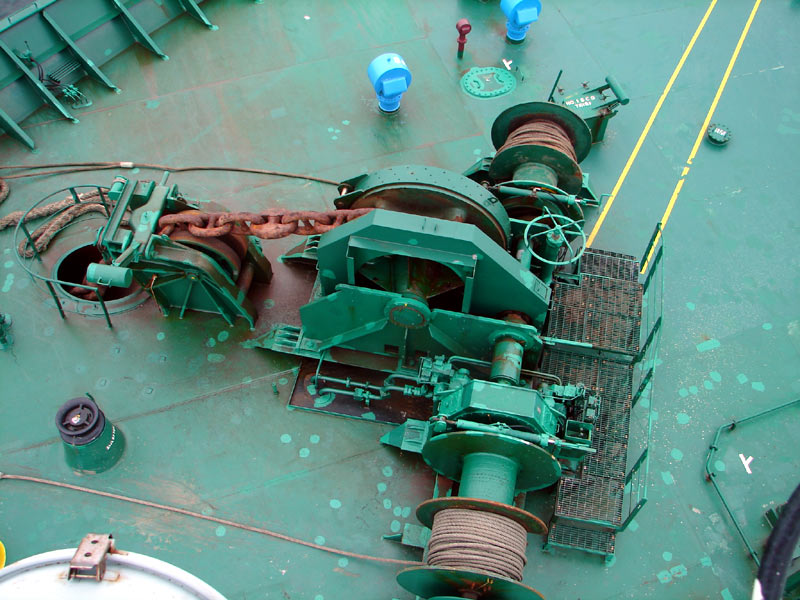
Molinillo de ancla de un gran barco

Un gigre de ancla es un tipo de gigre que sostiene la cadena de ancla o el cable de acero en barcos que se utiliza para recuperar y bajar el ancla. Una cadena de ancla normalmente implica el uso de una rueda nidificada para obtener una adherencia en los enlaces de la cadena. El gigre de ancla está equipado con un freno a un lado para mantener tensa la cadena y para detener su aceleración durante la caída del ancla. Los gigres colocados en la bandeja también están equipados con una cabeza suelta. Esto permite cruzar las cadenas antes del amarre, tras el que se invierten
En los barcos de vela viejos y tradicionales, un gigre de ancla solía ser operado a mano. Más tarde se utilizó una unidad de vapor. Con el tiempo, la mayoría de los gigres de ancla se ha ido sustituyendo cada vez más por los eléctricos o impulsados hidráulicamente, aunque en barcos de placer todavía se utilizan gigres de mano.

## Funcionamiento
El molinillo suele encontrarse en la proa, por encima del armario de la cadena. Su funcionamiento puede ser manual, hidráulico, eléctrico o a vapor. La corona que se adapta a la dimensión de la cadena del ancla y que se utiliza para hacerla girar se llama corona de barbotin. Los elementos exteriores que se utilizan para hacer encajar los eslabones se llaman muñecos, los otros elementos genéricos cuando existen se llaman simplemente rodillos.
Los rodillos dentados pueden estar o no cogidos en el eje de tracción del molinillo, también disponen de un sistema de freno mecánico propio.
Para evitar que la cadena haga más de las tres cuartas partes de un giro sobre las ruedas dentadas, se añade una parte llamada 'lengua de buey', que conduce a la cadena si es necesario.
Delante del molinillo hay dos tapones de cadena, que permiten eliminar la tensión de la cadena sobre el molinillo una vez que el barco se encuentra anclado.      

## Galería de imágenes

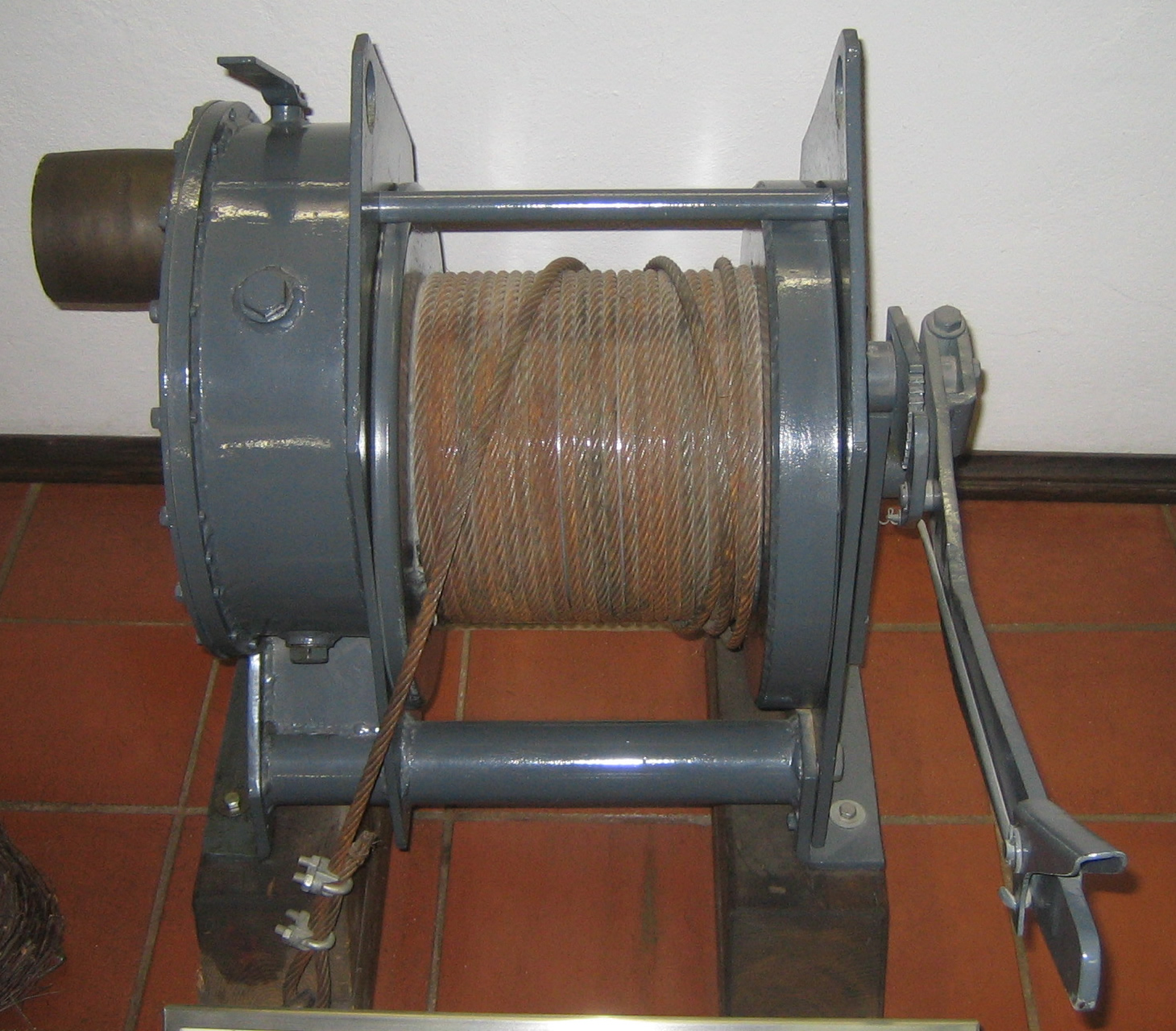
Molinillo de ancla de cable
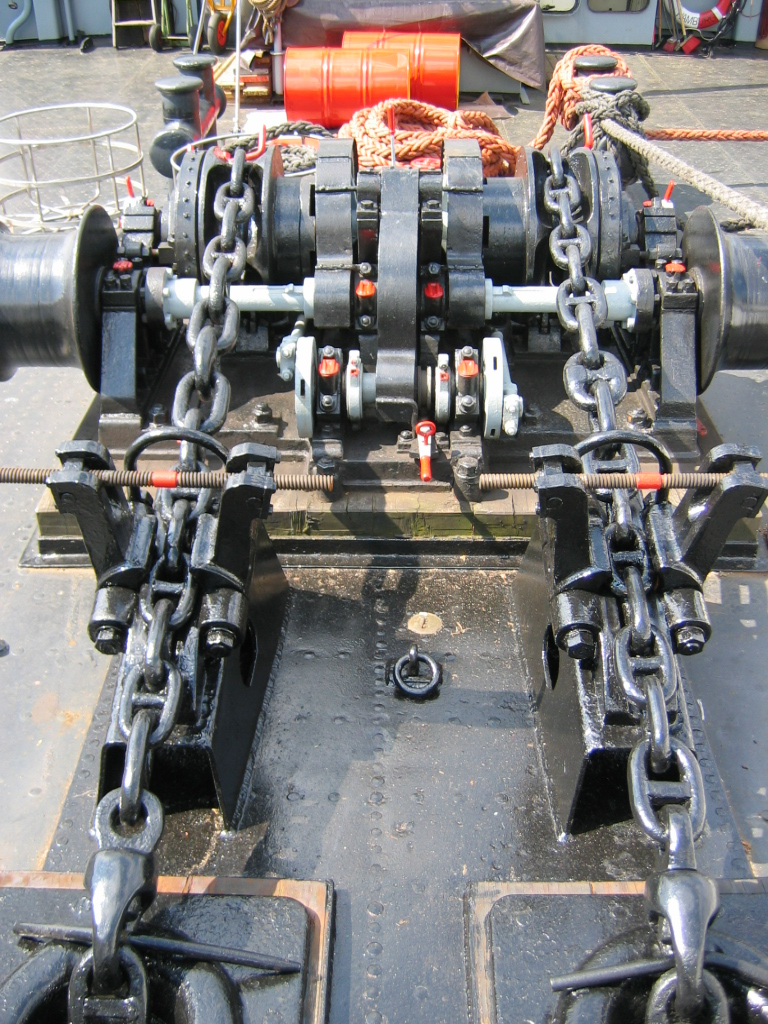
Cadenas desde el molinillo hasta los árboles
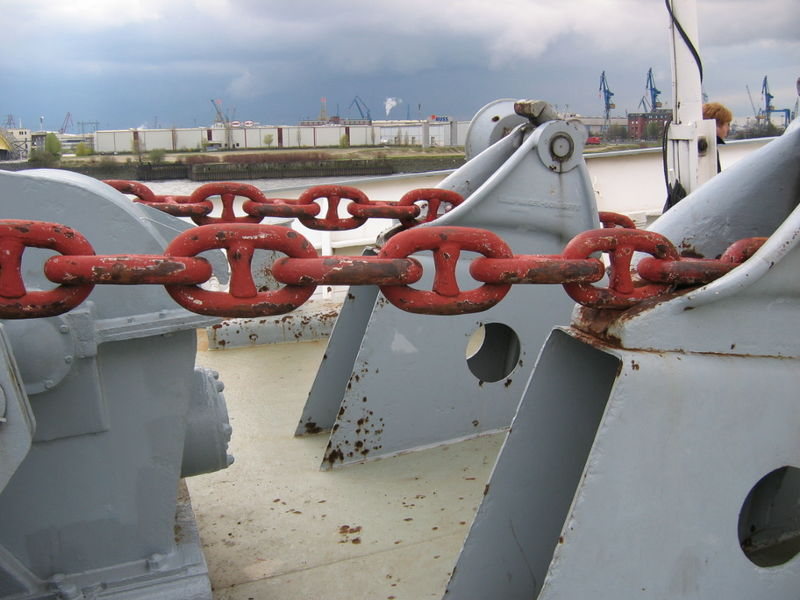
Entre el molinillo (izquierda) y los tapones (derecha)
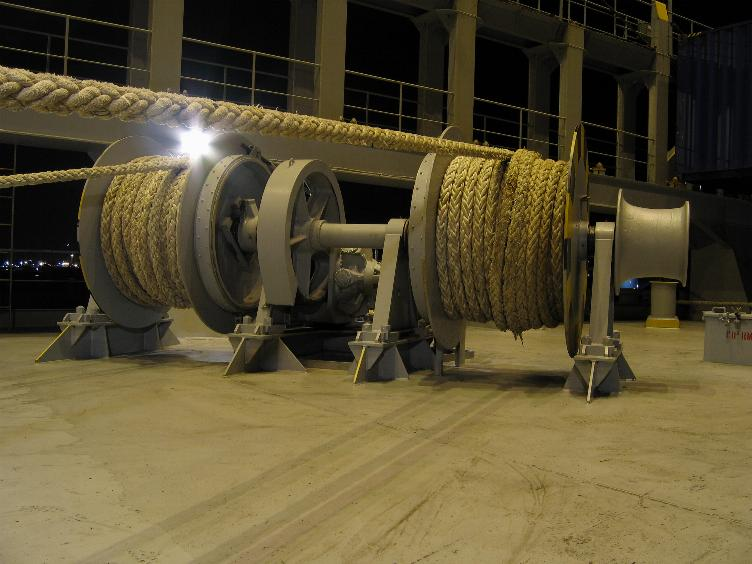
Lonja de viento con rodillos en un portacontenedores